# 山路亨
山路 亨（やまじ とおる、1948年6月21日 - ）は日本の実業家。元原子力発電環境整備機構理事長。

## 人物
東京都出身。1972年一橋大学法学部を卒業し、東京電力入社。同社資材部長や、常務取締役を務めた。
2006年原子力発電環境整備機構理事長に就任。特定放射性廃棄物の最終処分に関する法律に基づき、概要調査地区等の選定業務にあたる。これに応じて、2007年に高知県安芸郡東洋町が応募を行ったが、受理を撤回するように求め上京した飯泉嘉門徳島県知事、橋本大二郎高知県知事と面会。面会においては「地域に迷惑を掛けないようにやっていきたい。」と答えるにとどめ、面会後の会見では「原環機構として申請の手続きは粛々と進める。同時に、地域の方々の理解を得るための活動を今後も続けたい。」と述べた。しかしその後の町長選で賛成派の町長が落選。新しく当選した反対派の沢山保太郎新町長が応募を撤回する事態となった。

## 経歴
- 1972年 一橋大学法学部卒業、東京電力入社
- 1988年 東京電力資材部資材計画課課長待遇
- 1988年 東京通信ネットワーク（のちのパワードコム）出向
- 1990年 東京電力資材部工事契約課長
- 1993年 東京電力千葉支店経理部長
- 1996年 東京電力資材部契約担当副部長
- 1999年 東京電力資材部契約担当部長
- 1999年 東京電力東京南支店世田谷支社長
- 2001年 東京電力東京支店世田谷支社長
- 2002年 東京電力資材部長
- 2004年 東京電力執行役員千葉支店長
- 2006年 東京電力常務取締役原子力・立地本部副本部長
- 2006年12月 原子力発電環境整備機構理事長
- 2014年 退任
  - 公益財団法人原子力環境整備促進・資金管理センター評議員等も務める。

## 著作
- 「最終処分事業推進に向けたNUMOの取り組み」『エネルギー』41(1) (通号 479) 2008.1
- 「弘兼憲史のエネルギーを考える(34)地層処分事業推進に向けた取り組みを聞く」『中央公論』124(5) (通号 1501) 2009.5
- 「Key Personと語る 山路亨 原子力発電環境整備機構理事長 高レベル廃棄物処分場問題の国民的理解に向けて」『Enelogy : 原子力と環境の共生』4(3) (通号 15) 2010.3
- 「NUMO10年の歩みと地層処分事業進展に向けた今後の取り組み」『エネルギーレビュー』31(3) (通号 362) 2011.3